# Драже

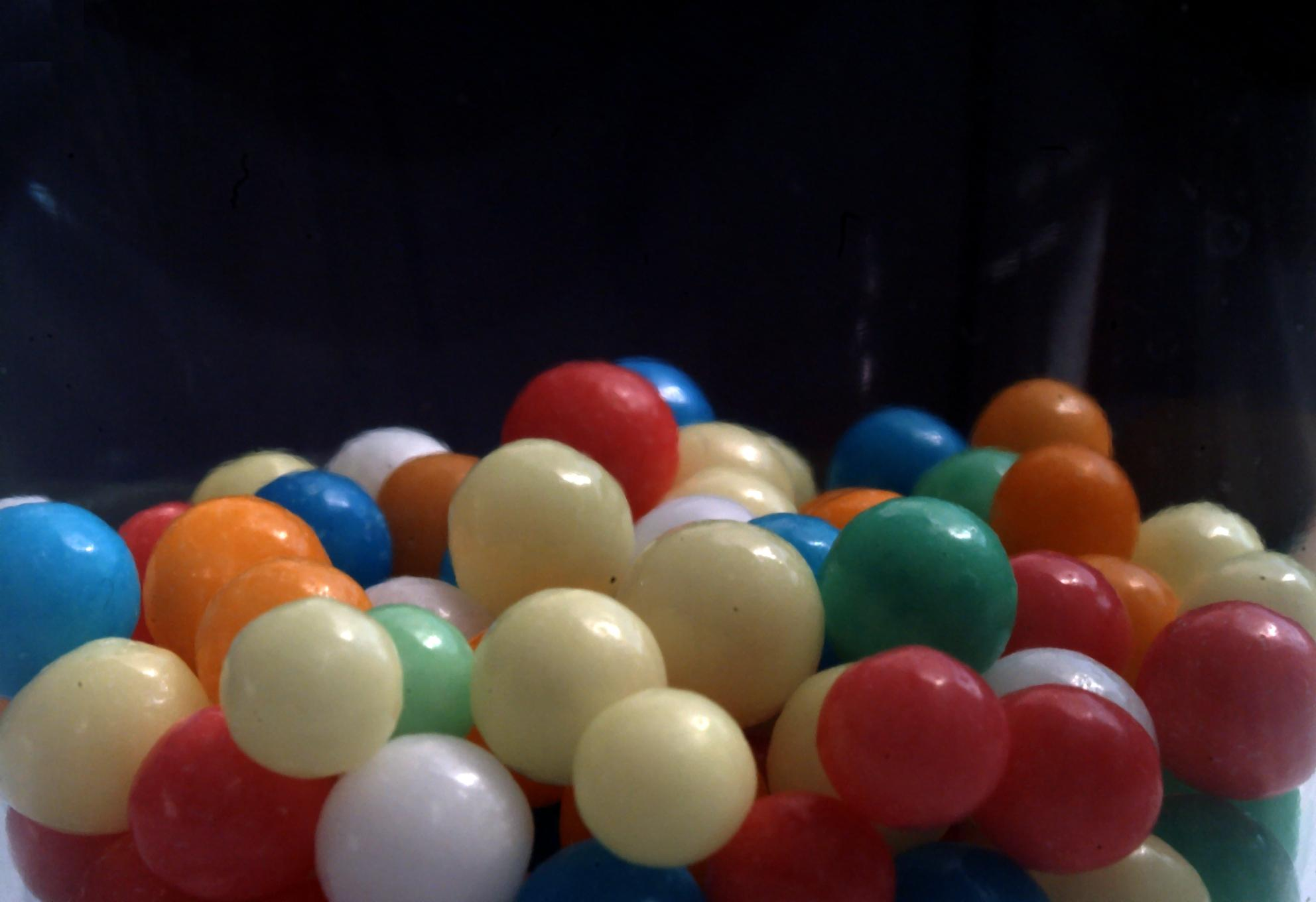
Драже

Драже́ (від фр. dragée, лат. dragee, невідмінюване) — тверда дозована лікарська форма для внутрішнього застосування, отримувана шляхом багаторазового нашарування лікарських і допоміжних речовин на цукрові гранули в обдукторах фармацевтичних заводів. Драже мають правильну кулясту форму, можуть бути покриті оболонкою із кератину, ацетилфталілцелюлози та ін. Виписують в рецептах з вказуванням кількості діючої речовини в складі одного драже.